# 万里小路房子
万里小路 房子（までのこうじ ふさこ、生年不詳 - 天正8年12月29日（1581年2月2日））は室町時代、安土桃山時代の女性。正親町天皇の典侍。

## 生涯
正親町天皇の典侍で、誠仁親王ら1男2女の母。後陽成天皇の祖母。父は内大臣の万里小路秀房。女房名は新大典侍。贈准三后。院号は清光院。
1540年（天文9年）以前に正親町天皇の典侍となり、誠仁親王・永高女王らの1男2女を生む。その後、1580年（天正8年）12月29日に病没。翌年の1581年（天正9年）1月3日に准三后を追贈された。